# Titu Cusi Yupanqui

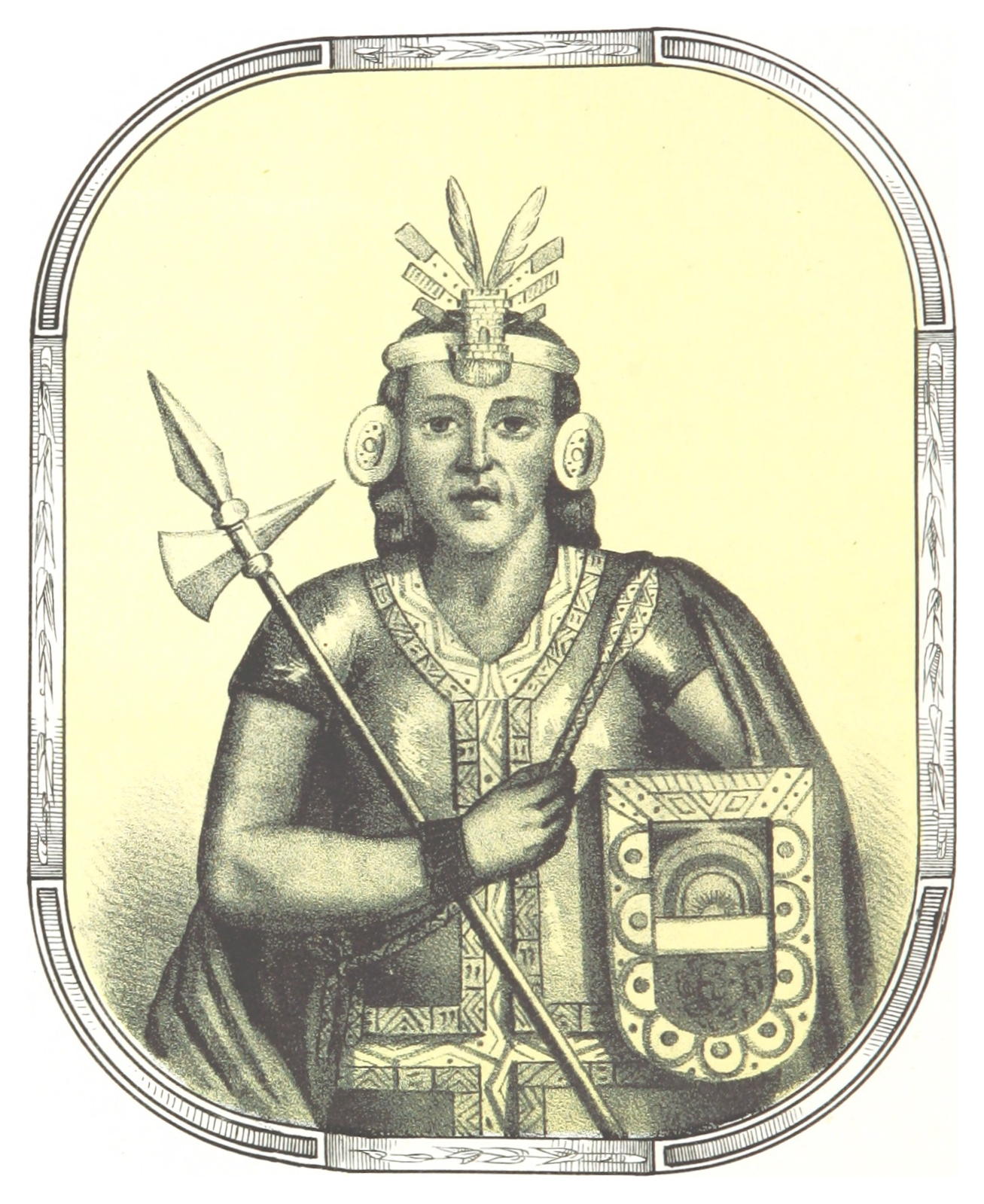
Titu Cusi Yupanqui

Titu Cusi Yupanqui (1529 - 1571) hay còn gọi là Titu Cussi Yupangui là người cai trị Nhà nước Tân Inca ở Vilcabamba (Reino de Vilcabamba). Ông là con trai của Manco Inca Yupanqui. Ông lên ngôi năm 1563, sau cái chết của người anh cùng cha khác mẹ, Sayri Tupac. Ông cai trị cho đến khi qua đời vào năm 1571, có lẽ vì bệnh viêm phổ hoặc bị Diego Ortiz ám sát.
Trong thời gian cai trị tại Vilcabamba, toàn quyền lâm thời Lope Garcia de Castro muốn thương lượng với ông. Các cuộc đàm phán xoay quanh việc Cusi rời Vilcabamba để rồi sẽ nhận tiền trợ cấp. Sau đó, khoảng năm 1568, Titi Cusi được rửa tội từ Nhà thờ Công giáo La Mã, với tên gọi Diego de Castro. Titu Cusi đã biến Túpac Amaru trở thành linh mục và người trông coi thi thể của Manco Inca ở Vilcabamba. Túpac Amaru trở thành người cai trị Inca sau cái chết của Titu Cusi vào năm 1571. Người bạn đồng hành thân thiết của Titu Cusi là Martín de Pando, người đã làm việc như một người ghi chép cho người Inca trong hơn mười năm và Diego Ortiz bị đổ lỗi vì đã giết Titu Cusi bằng cách đầu độc. Cả hai đều bị xử tử.
Cusi là "người kể chuyện" về huyền thoại xâm lược của người Tây Ban Nha, ông đã kể lại cuộc xâm lược của người Tây Ban Nha vào năm 1570 cho nhà truyền giáo Tây Ban Nha là Fray Marcos García và được Martín de Pando, phụ tá mestizo của ông chép lại. Những lời kể này cho thấy có sự nhầm lẫn và hiểu lầm của lần tiếp xúc đầu tiên của người bản xứ với những người da trắng, kể cả niềm tin rằng người Tây Ban Nha là thần thánh: Khi cha tôi nghe thấy chuyện này, ông hỏi và các sứ giả trả lời: "Lạy Chúa, những người này không thể không là thần thánh, vì họ đã đến nhờ những cơn gió. Họ là những người có râu, rất đẹp và da sáng trắng, họ to lớn và đi giày bạc, họ có phép thuận tung sấm sét như trời giáng, những người có phong thái này có thể là ai ngoài các vị thần?".